# Bienen-Brunnen

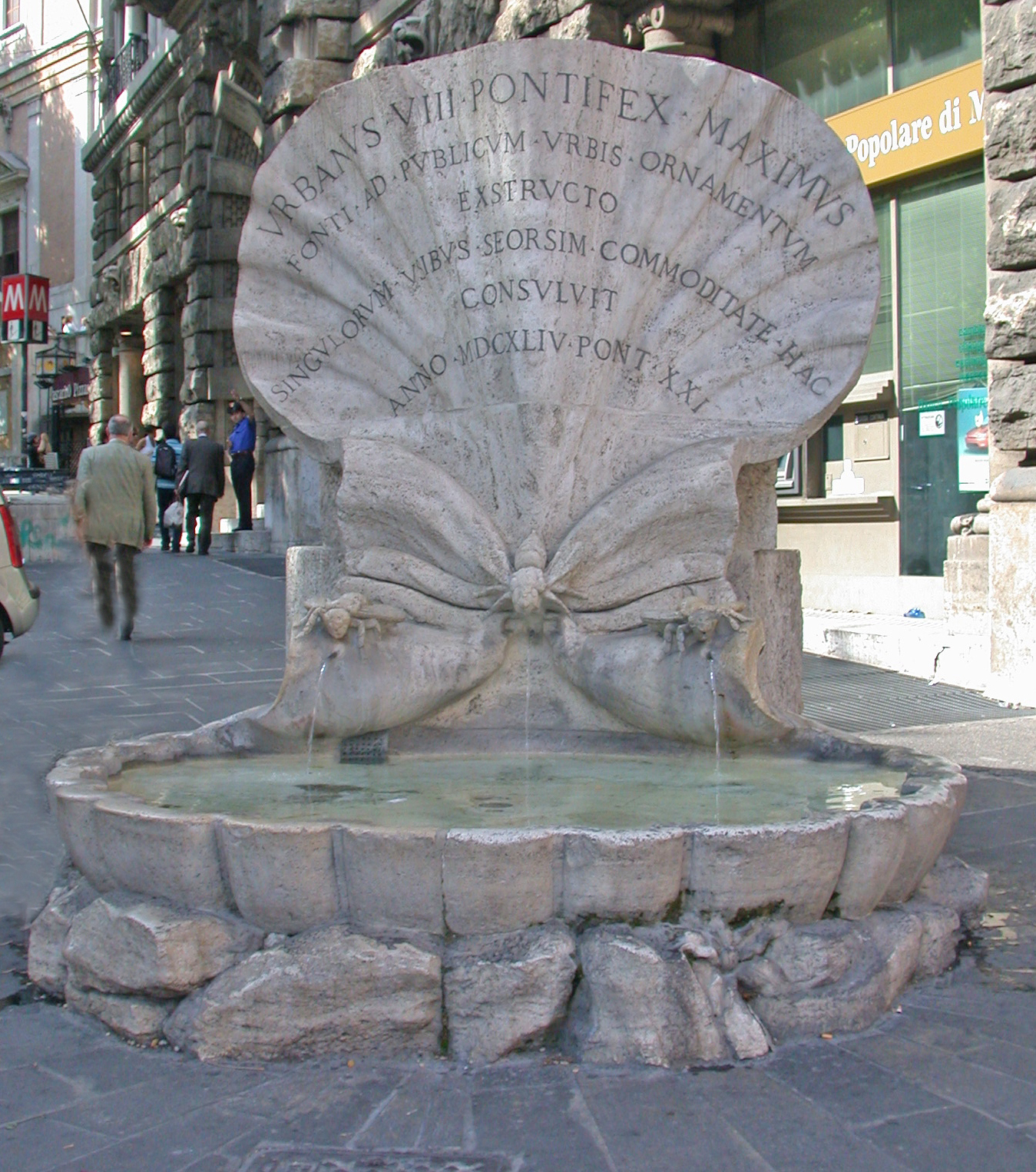
Bienenbrunnen

Der Bienenbrunnen (italienisch Fontana delle Api) ist ein Zierbrunnen im Norden der Piazza Barberini in Rom. Er wurde im Jahr 1644 von Bildhauer Gian Lorenzo Bernini für Papst Urban VIII. geschaffen und gilt als Meisterwerk des Barock. In der Nähe befindet sich der ebenfalls von Bernini geschaffene Tritonenbrunnen.

## Beschreibung
Der dem Barockstil zuzuordnende Bienenbrunnen wurde im Jahr 1644 vom Bildhauer Gian Lorenzo Bernini im Auftrag von Papst Urban VIII. im Westen der Piazza Barberini, an der Ecke Via Sistina, erbaut. Er sollte zum einen als Pferdetränke dienen, zum anderen den ein Jahr zuvor ebenfalls von Bernini in der Mitte der Piazza Barberini erbauten Tritonenbrunnen ergänzen. Der kleinere Bienenbrunnen stellt eine geöffnete Muschel dar, wobei die stehende Muschelschale ursprünglich in eine Hauswand integriert war und die liegende Muschelschale als Brunnenbecken dient. Die drei Bienen an der stehenden Muschelschale, unter denen sich das Wasser in die liegende Muschelschale ergießt, stehen für das Wappen der Familie Barberini des Papstes, das drei Bienen zeigt. Gespeist wird der Brunnen von der Acqua Felice.
1865 wurde der Brunnen entfernt, da er den Verkehr behinderte. Als die Stadt 1915 beschloss, ihn an der Ecke Via Veneto wieder aufzustellen, war er nur noch teilweise erhalten und musste ergänzt werden. Darum ist heute nur noch der mittlere Teil mit den Bienen ein Original. Die Muschelschalen sind nur ungefähre Kopien von 1916. Die heutige Inschrift ist eine ungenaue Abschrift der ursprünglichen Inschrift. Die lateinische Inschrift lautet: "VRBANVS VIII PONTIFEX MAXIMVS / FONTI AD PVBLICVM VRBIS ORNAMENTVM / EXSTRVCTO / SINGVLORVM VSIBVS SEORSIM COMMODITATE HAC / CONSVLVIT / ANNO MDCXLIV PONT XXI". Die deutsche Übersetzung lautet: "Papst Urban VIII. hat, nachdem der Brunnen zum öffentlichen Schmuck der Stadt erbaut war, den Bedürfnissen der Einzelnen gesondert mit dieser Annehmlichkeit Sorge getragen im Jahre 1644, seines Pontifikats 21."
Ein weiterer Bienenbrunnen aus der Zeit von Papst Urban VIII. befindet sich neben der Kirche Sant’Anna dei Palafrenieri im Vatikan.